# Livre sud-africaine
La livre sud-africaine (en anglais : South african pound) est l'ancienne monnaie des territoires formant l'actuelle Afrique du Sud entre 1825 et 1961, date à laquelle elle a été remplacée par le rand. Elle était subdivisée en 20 shillings de 12 pence chacun.

## Histoire
La livre sterling devient la monnaie de la colonie du Cap de Bonne-Espérance en 1825. C’est la conséquence directe de la décision du gouvernement d’introduire la monnaie britannique dans l’ensemble des possessions de l’empire. La livre remplace alors le florin néerlandais. Avant que l’unité de l’Afrique du Sud ne soit réalisée, il était courant que les autorités locales mettent en circulation des pièces et des billets en Livre locale dont la valeur équivalait à celle de la Livre Sterling.
La République sud-africaine du Transvaal (en néerlandais : Zuid-Afrikaansche Republiek ou ZAR) mit en circulation ses propres billets entre 1867 et 1902 et ses propres pièces de monnaie entre 1892 et 1902. Les pièces d’or s’appelaient alors pond et non plus pound.
Avec la création de la Banque centrale sud-africaine en 1921, l'Union d'Afrique du Sud se dote d’une autorité monétaire unique. Tout au long de son existence, la livre sud-africaine équivalait à une Livre sterling à l’exception d’une courte période qui suivit l’abandon de l’étalon or par le Royaume-Uni en 1931.
L’Afrique du Sud semble dans un premier temps ne pas se soucier des conséquences de ce décrochage avant que sa Livre ne perde trop lourdement de sa valeur face au Sterling. Les effets sur ses exportations sont tels qu’en 1933, l’Afrique du Sud est obligée à son tour d’abandonner la référence à l’or. La Livre sud-africaine retrouve alors sa parité avec la Livre Sterling.
La livre sud-africaine est remplacée par le rand sud-africain en 1961 au taux de 2 rands pour 1 Livre sterling. Ce taux resta inchangé jusqu’à la dévaluation de 1967.

## Émissions

### Pièces de monnaie

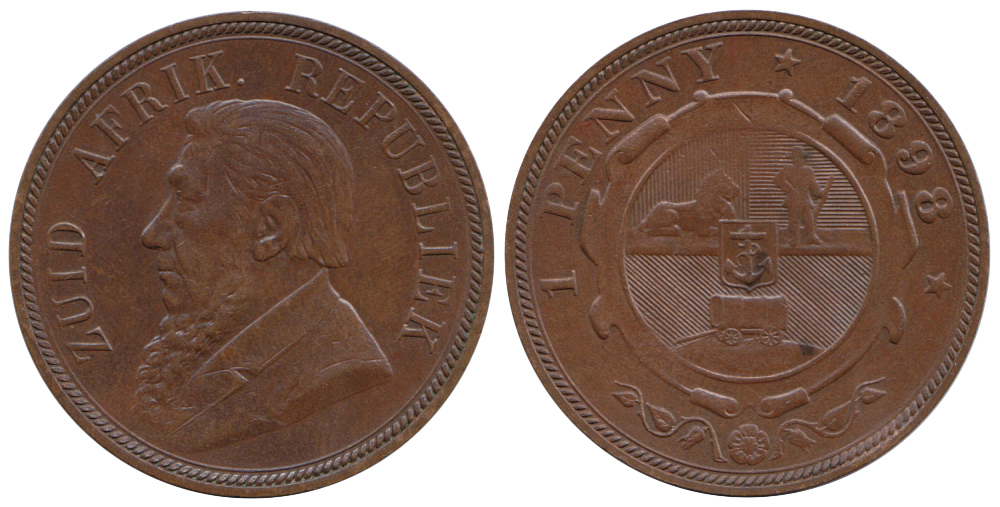
Pièce 1 penny sud-africaines, 1898. Sur l'avers se trouve un portrait du président Paul Krueger.

En 1892, la ZAR émet des pièces de 1, 3 et 6 pence, de 1, 2, 2½ et 5 shillings, ainsi que ½ et 1 pond. Les dernières de ces pièces sont émises en 1900 à l’exception de celles de 1 pond qui continuent jusqu’en 1902.
À partir de 1923, l’Union sud-africaine émet à son tour des pièces de ¼, ½, 1, 3 et 6 pence, de 1, 2 et 2½ shillings, ainsi que de ½ and 1 sovereign dont la valeur correspondait à celle de leurs équivalents britanniques. Les pièces d’or ont été frappées jusqu’en 1932.
En 1947, une pièce de 5 shilling est introduite avec des frappes spéciales à l’occasion de commémorations.
Toutes les pièces représentaient le monarque britannique côté face accompagné de la devise en latin, tandis que sur le côté pile on trouvait la valeur et le nom du pays écrit en anglais et en Afrikaans.

### Billets de banque

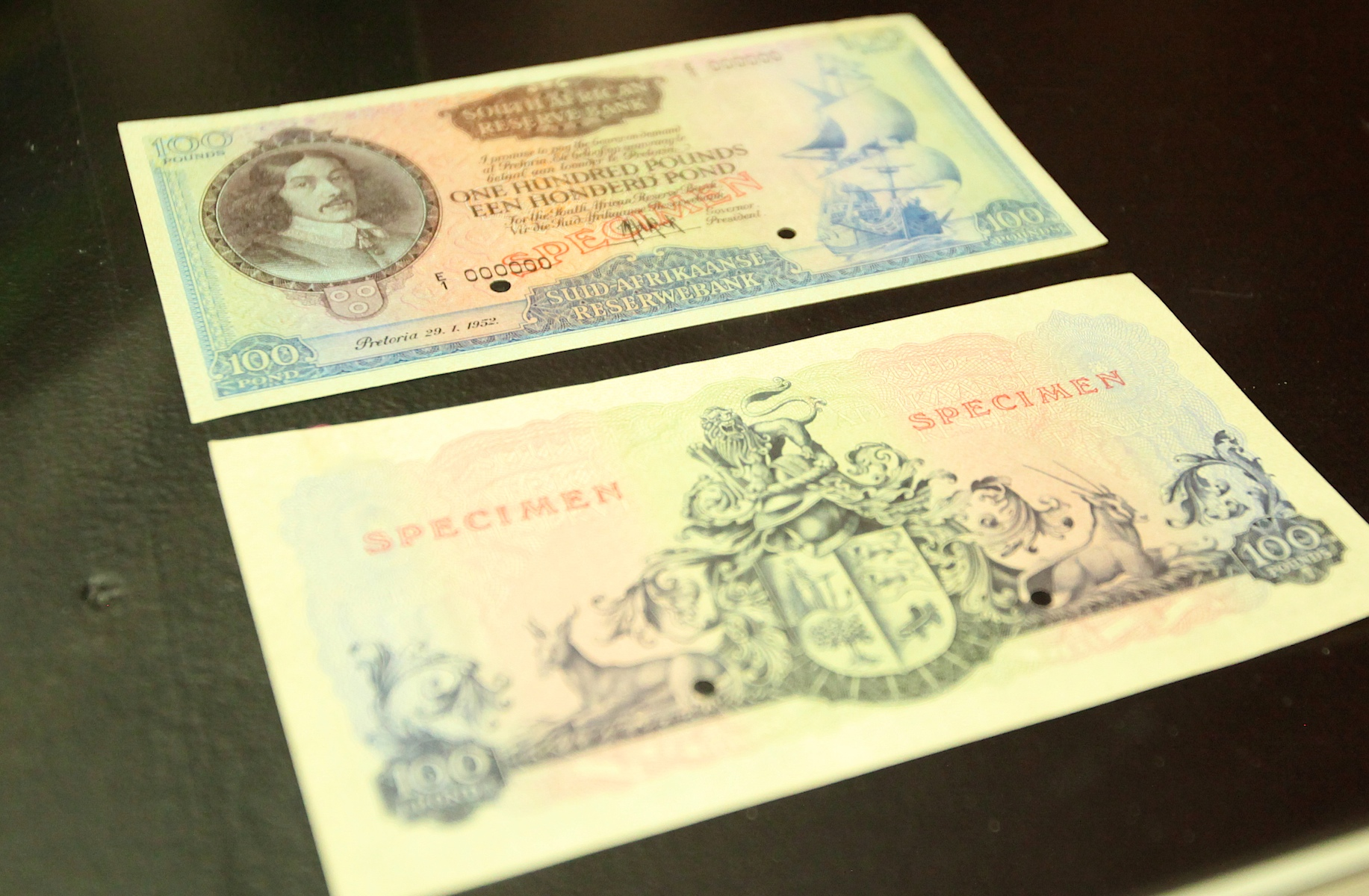
Billet de 100 livres sud-africaines (série 1952).

Le gouvernement du Cap de Bonne-Espérance émet des billets de 1 Livre (1835) et de 20 Livre (1834). Entre 1869 et 1872, la ZAR émet des billets de 6 pence, 1, 2½, 5 et 10 shillings, 1, 5 and 10 pond. 
La Banque nationale de la ZAR émet des billets de 1 pond entre 1892 et 1893. Durant la seconde guerre anglo-boer, le gouvernement du Transvaal fait imprimer des billets de 1, 5, 10, 20, 50 and 100 pond.
En 1920, les billets du Trésor garantis or portaient des valeurs de 1, 5, 100, 1000 and 10000 livres. À partir de 1921, la Banque centrale d’Afrique du Sud devient l’unique autorité d’émission et diffuse de nouveaux billets de 10 shillings, de 1, 5, 20 et 100 pounds. Les billets de 20 Livres sont les derniers à être diffusés en 1933 avec un ultime billet de 10 Livres en 1943.
Tous les billets sont écrits en anglais et en Afrikaans avec, depuis 1948, deux variantes : la première avec l’Anglais écrit en premier, la seconde  avec d’abord l’Afrikaans.